# L'esule di Granata
L'esule di Granata er en opera i to akter af Giacomo Meyerbeer. Den italienske libretto er af Felice Romani og baseret på rivaliseringen mellem fraktionerne Zegridi og Abenceraggi i kongeriget Granadas sidste tid. L'esule di Granata er den femte af Meyerbeers italienske operaer, men nåede kun tre iscenesættelser i det 19. århundrede.

## Opførelseshistorie
Urpremieren fandt sted på Teatro alla Scala i Milano den 12. marts 1822. Operaen er blevet iscenesat to gange derefter, den ene gang på La Pergola i Firenze i 1826, den anden gang i London i 1829. En planlagt opførelse i Paris i 1828 blev opgivet.

## Roller
| Rolle                                | Stemmetype              | Originalbesætning, 12. marts 1822 (Dirigent: -) |
| ------------------------------------ | ----------------------- | ----------------------------------------------- |
| Almanzor, konge af Granada           | (Mezzosopran eller alt) | Benedetta Rosmunda Pisaroni                     |
| Azema, en ung prinsesse              | Sopran                  | Adelaide Tosi                                   |
| Sulemano, eksileret konge af Granada | Bas                     | Luigi Lablache                                  |
| Alamar, leder af Zegridi             | Tenor                   | Berardo Calvari Winter                          |

## Diskografi
Der findes et større uddrag af operaen (Opera Rara).